# Cucumis
Cucumis és un gènere de plantes angiospermes de la família de les cucurbitàcies (Cucurbitaceae). Són plantes natives de les zones tropicals i subtropicals d'Àfrica, Àsia occidental, Àsia sud-oriental i Austràlia. Entre les espècies d'aquest gènere es troben algunes de molt conegudes, com ara el meló o el cogombre.

## Descripció
Són plantes enfiladisses o reptants, habitualment monoiques i en alguns casos dioiques, anuals o perennes. Presenten circells, habitualment ramificats. Les fulles són simples, amb els marges sencers o serrats, amb pecíol, palmades amb o sense lòbuls. Les flors masculines són solitàries o es troben agrupades en inflorescències racemoses o en fascicle, habitualment amb un nombre de flors entre 2 i 10. Les flors femenines acostumen a ser solitàries, tot i que en alguns casos s'agrupen en fascicles de dues o tres. En tots els casos són flors axil·lars, i en el cas de les plantes monoiques, a una axil·la només hi ha flors d'un tipus. Les flors tenen un receptacle en hipant que pot prendre forma campanulada o infundibular, acostumen a tenir cinc sèpals i cinc pètals grocs que segons les espècies poden estar soldats per la part inferior. A les flors masculines l'androceu és format per tres estams, dos amb anteres amb dues teques i un amb només una, manquen de pistilodis. A les flors femenines, al gineceu l'ovari és ínfer, globós i pilós, i l'androceu està representat per tres estaminodis o mancar. El fruit és una pepònide amb un nombre de lòculs de 3 a 5, de formes diferents segons l'espècie, globosa, el·lipsoide, cilíndrica, ovalada, etc. i de diferents colors.

## Taxonomia
Aquest gènere va ser publicat per primer cop l'any 1753 al segon volum de l'obra Species Plantarum del botànic suec Carl von Linné (1707-1778).

### Espècies
Dins del gènere Cucumis es reconeixen les 63 espècies següents:
- Cucumis aculeatus Cogn.
- Cucumis aetheocarpus (C.Jeffrey) Ghebret. & Thulin
- Cucumis africanus L.f.
- Cucumis afrotropicus H.Schaef.
- Cucumis althaeoides (Ser.) P.Sebastian & I.Telford
- Cucumis anguria L.
- Cucumis argenteus (Domin) P.Sebastian & I.Telford
- Cucumis asper Cogn.
- Cucumis baladensis Thulin
- Cucumis bryoniifolius (Merxm.) Ghebret. & Thulin
- Cucumis canoxyi Thulin & Al-Gifri
- Cucumis carolinus J.H.Kirkbr.
- Cucumis cinereus (Cogn.) Ghebret. & Thulin
- Cucumis clavipetiolatus (J.H.Kirkbr.) Ghebret. & Thulin
- Cucumis costatus I.Telford
- Cucumis debilis W.J.de Wilde & Duyfjes
- Cucumis dipsaceus Ehrenb. ex Spach
- Cucumis engleri (Gilg) Ghebret. & Thulin
- Cucumis ficifolius A.Rich.
- Cucumis globosus C.Jeffrey
- Cucumis gracilis (Kurz) Ghebret. & Thulin
- Cucumis hastatus Thulin
- Cucumis heptadactylus Naudin
- Cucumis hirsutus Sond.
- Cucumis humofructus Stent
- Cucumis hystrix Chakrav.
- Cucumis indicus Ghebret. & Thulin
- Cucumis insignis C.Jeffrey
- Cucumis javanicus (Miq.) Ghebret. & Thulin
- Cucumis jeffreyanus Thulin
- Cucumis kalahariensis A.Meeuse
- Cucumis kelleri (Cogn.) Ghebret. & Thulin
- Cucumis kirkbridei Ghebret. & Thulin
- Cucumis leiospermus (Wight & Arn.) Ghebret. & Thulin
- Cucumis maderaspatanus L.
- Cucumis meeusei C.Jeffrey
- Cucumis melo L.
- Cucumis messorius (C.Jeffrey) Ghebret. & Thulin
- Cucumis metuliferus Jacques
- Cucumis myriocarpus Naudin
- Cucumis omissus Thulin
- Cucumis picrocarpus F.Muell.
- Cucumis prophetarum L.
- Cucumis pubituberculatus Thulin
- Cucumis pustulatus Naudin ex Hook.f.
- Cucumis queenslandicus I.Telford
- Cucumis quintanilhae R.Fern. & A.Fern.
- Cucumis reticulatus (A.Fern. & R.Fern.) Ghebret. & Thulin
- Cucumis rigidus E.Mey. ex Sond.
- Cucumis ritchiei (C.B.Clarke) Ghebret. & Thulin
- Cucumis rostratus J.H.Kirkbr.
- Cucumis rumphianus (Scheff.) H.Schaef.
- Cucumis sacleuxii Paill. & Bois
- Cucumis sagittatus Wawra & Peyr.
- Cucumis sativus L.
- Cucumis setosus Cogn.
- Cucumis silentvalleyi (Manilal, T.Sabu & P.Mathew) Ghebret. & Thulin
- Cucumis thulinianus J.H.Kirkbr.
- Cucumis trigonus Roxb.
- Cucumis umbellatus I.Telford
- Cucumis variabilis P.Sebastian & I.Telford
- Cucumis zambianus Widrl., J.H.Kirkbr., Ghebret. & K.R.Reitsma
- Cucumis zeyheri Sond.

### Sinònims
Els següents noms científics són sinònims heterotípics de Cucumis:
- Cucumella Chiov.
- Dicoelospermum C.B.Clarke
- Melo Mill.
- Mukia Arn.
- Myrmecosicyos C.Jeffrey